# Kurt Fischer (Politiker, 1900)
Kurt Fischer (* 1. Juli 1900 in Halle (Saale); † 22. Juni 1950 in Bad Colberg) war ein deutscher Politiker (KPD, KPdSU, SED).

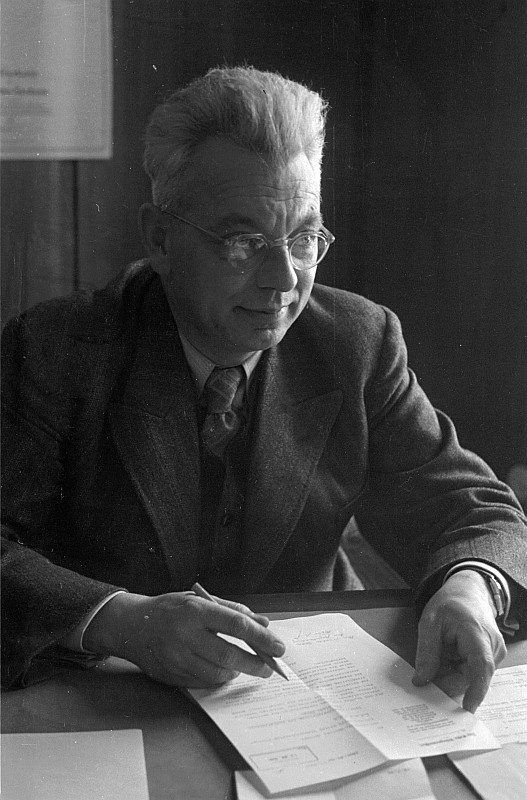
Kurt Fischer

## Leben
Der  aus einer Arbeiterfamilie stammende Fischer besuchte bis 1915 die Volksschule seiner Heimatstadt. Ab 1918 war er an der Präparandenanstalt in Unruhstadt und nahm danach bis 1921 ein Lehrerstudium in Eisleben und Merseburg auf.
Fischer gehörte seit 1917 dem Spartakusbund an und trat 1919 der Kommunistischen Partei Deutschlands (KPD) bei. Wegen seiner Beteiligung an den Märzkämpfen in Mitteldeutschland floh Fischer nach deren Niederschlagung 1921 nach Sowjetrussland und arbeitete dort als Deutschlehrer. 1923 kehrte er nach Deutschland zurück und war Redakteur verschiedener kommunistischer Zeitungen in Essen, Kassel und Halle sowie Parteisekretär in Mecklenburg. 1924 ging Fischer erneut in die Sowjetunion und trat der Kommunistischen Allunions-Partei (Bolschewiki), WKP(B), der späteren KPdSU, bei. Bis 1928 war er bei der Kommunistischen Internationale tätig, anschließend studierte er bis 1933 an der Militärakademie „M.W. Frunse“ in Moskau.
Bis zum Ausbruch des Zweiten Weltkrieges war Fischer Auslandsspion des sowjetischen Militärgeheimdienstes GRU in China, zeitweilig als militärischer Berater von Mao Zedong, sowie in Japan und Europa. 1934 wurde er in Wien festgenommen und neun Monate lang inhaftiert. Zwischen 1939 und 1941 arbeitete er innerhalb der Roten Armee für das NKWD, anschließend lehrte er an der Lenin-Universität Kasan. Ab 1943 war er Agitator des Nationalkomitee Freies Deutschland (NKFD) in sowjetischen Kriegsgefangenenlagern und Mitarbeiter des Senders Freies Deutschland. Fischer leitete das Ressort über Kriegsberichterstattung. Da Anton Ackermann den Sender leitete und sich beide durch gemeinsame Arbeit kannten, ist zu vermuten, dass er deshalb später Angehöriger der Gruppe Ackermann wurde.
Unmittelbar nach dem Ende des Zweiten Weltkriegs wurde er als Mitarbeiter Anton Ackermanns in der KPD-Initiativgruppe für Sachsen in die Sowjetische Besatzungszone entsandt und im Mai 1945 als Stellvertreter des Dresdner Oberbürgermeisters Rudolf Friedrichs eingesetzt. Fischer wurde im Juli 1945 zum sächsischen Innenminister ernannt und war Friedrichs’ Stellvertreter als sächsischer Ministerpräsident. Die Zusammenarbeit zwischen beiden war von ständigen Konflikten geprägt. Unbestätigte Gerüchte brachten ihn in einen Zusammenhang mit dem frühzeitigen Tod des sächsischen Ministerpräsidenten.
Fischer gehörte nach der Entstehung der Sozialistischen Einheitspartei Deutschlands (SED) 1946 dieser an und wurde Mitglied im Landesvorstand der sächsischen SED sowie Mitglied des Sächsischen Landtages. 1946 wurde ihm die Ehrendoktorwürde der TH Dresden verliehen. Am 12. Juli 1948 wurde er im Rang eines Generalinspekteurs als Nachfolger von Erich Reschke Präsident der Deutschen Verwaltung des Innern (DVdI). Mit Gründung der DDR ging das Ministerium des Innern aus der DVdI hervor, Fischer wurde am 12. Oktober 1949 zum Chef der Deutschen Volkspolizei ernannt. Von 1949 an gehörte er der Provisorischen Volkskammer der DDR an.

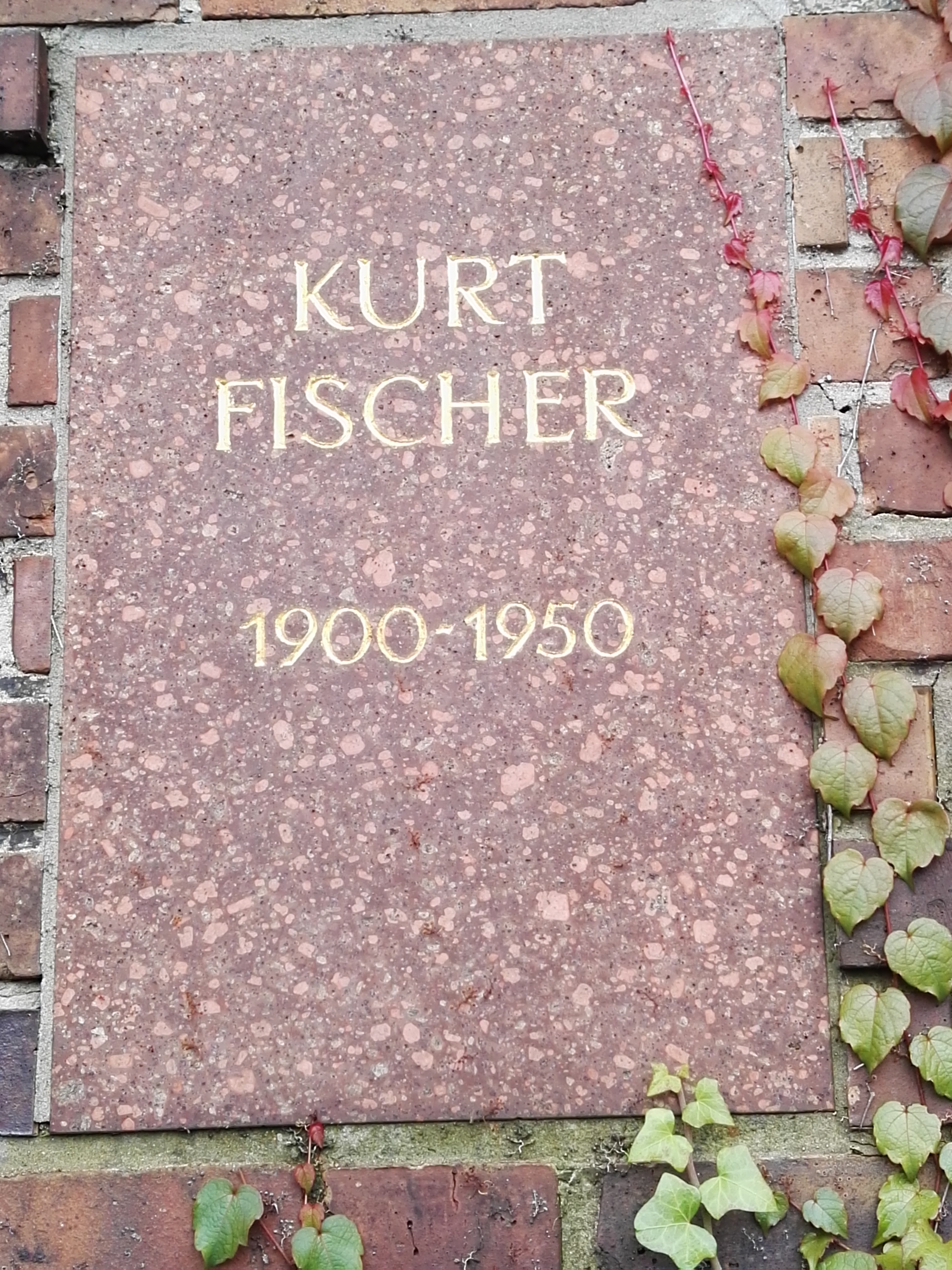
Grabstätte

Fischer verstarb während eines Kuraufenthaltes im Sanatorium des Ministeriums des Innern der DDR in Bad Colberg. Seine Urne wurde in der Gedenkstätte der Sozialisten auf dem Zentralfriedhof Friedrichsfelde in Berlin-Lichtenberg beigesetzt. Er war die erste Person, welcher vom Politbüro der SED dort ein  Urnengrab in der Ringmauer zuerkannt wurde.

## Ehrungen
- In Karl-Marx-Stadt war das Stadion an der Gellertstraße von 1950 bis 1990 nach ihm benannt. Das Sanatorium in Bad Colberg trug ab 1984 seinen Namen.
- 1946 Ehrenpromotion an der Technischen Hochschule Dresden[1]
- Im Leipziger Stadtteil Kleinzschocher war die Diezmannstraße von 1950 bis 1951 nach Kurt Fischer benannt, danach die heutige Pfaffendorfer Straße in Zentrum-Nordwest.
- 1951 Umbenennung des heutigen Pastor-Niemöller-Platzes in Berlin-Niederschönhausen in Kurt-Fischer-Platz sowie der angrenzenden Bismarckstraße in Kurt-Fischer-Straße, 1992 erfolgte die Umbenennung in Hermann-Hesse-Straße.[2]
- 1969 wurde Kurt Fischer von der Sowjetunion postum mit dem Rotbannerorden ausgezeichnet.[3]
- In Ost-Berlin existierte eine nach ihm benannte Dynamo-Sportgemeinschaft, deren Handball-Mannschaft zeitweilig in der DDR-Liga (= II. Liga) spielte.[4]
- In Dresden hieß die heutige Stauffenbergallee von 1950 bis zur Wende Dr.-Kurt-Fischer-Allee und der Olbrichtplatz Dr.-Kurt-Fischer-Platz.[5]
- Eine Gedenktafel an der Einfriedung von Schloss Wackerbarth erinnert noch heute an das Treffen sowjetischer Militärs (Anastas I. Mikojan und Iwan S. Konew) mit deutschen Politikern (Hermann Matern, Kurt Fischer und Rudolf Friedrichs) vom 8. Mai 1945.
- Die Kreisdienststelle des MfS in Nordhausen residierte während ihres vierzigjährigen Bestehens an verschiedenen Standorten: von (unbekannt) bis zum 12. Dezember 1989 in der Dr.-Kurt-Fischer-Straße 11 (heute Ludolfinger Straße 13).[6][7]